# 8월 18일의 정변
8월 18일의 정변(일본어: 八月十八日の政変)은 에도시대 말기 1863년(분큐 3년) 8월 18일에 구니노미야 아사히코 친왕이 사쓰마번 및 막부 측의 아이즈번을 등에 업고 산조 사네토미 등 존왕양이파 귀족들과 조슈 번사들을 교토에서 쫓아낸 사건을 말한다. 당시 일본 연호를 본따 분큐의 정변(일본어: 文久の政変)이라고 불리기도 한다.

## 경위
1854년 미일화친조약을 시작으로 에도 막부의 일본은 서양 각국과 불평등 조약을 연이어 맺었다. 외세의 진출에 대해 무력했던 막부의 권위는 떨어졌으며, 당시 일본 국민들은 물론 정치 권력에서 소외됐던 교토 황궁이나 도자마 다이묘 등이 큰 불만을 표출했다. 전국적으로 존왕양이 운동이 일어나 외세를 격퇴하고 천황제 아래 모든 국민이 단결하자는 움직임이 크게 일었다. 에도 막부 260년 간 일본의 신분 질서는 사농공상의 그것이었는데 요시다 쇼인이 제창한 일군만민론(一君萬民)을 시작으로 중세적 신분제까지 동요하고 있었다.
1863년(분큐 3년) 죠슈 번의 구사카 겐즈이, 도사번의 다케치 즈이잔 등 존왕양이파 사무라이들은 산조 사네토미 등 존양파 귀족들과 짜고 에도의 세이이대장군 도쿠가와 이에모치를 상경시켰다. 당시 일황은 고메이 천황이었는데 장차 막부를 없애고 왕정복고를 노렸던 존양파 귀족들의 부추김을 받고 '짐은 오랑캐가 싫다'며 도쿠가와에게 서양인들을 쫓아내라 명한다. 언제 결행할 것이냐는 다그침에 차일피일 답을 미루던 막부측은 결국 음력 5월 10일 기한을 약속한다.
그러나 막부는 오히려 뒤에서 서양 세력과 손잡는 한 편, 각 번을 단속해 세를 키웠다. 일제히 외세를 공격하기로 했던 5월 10일, 존양파가 득세했던 조슈번만이 바칸 해협에서 미국 상선에 포격을 가했고 막부를 비롯한 각 번은 결국 아무것도 하지 않았다. 조슈 번만 프랑스를 비롯해 서양 각국의 공격을 받아 큰 피해를 입었고(시모노세키 전쟁), 교토 조정 역시 거꾸로 궁지에 몰리게 됐다. 교토 황실은 존양파 귀족들을 실각시키고, 대신 그 자리에 구니노미야 아사히코 친왕 등 막부에 협조해 황실 존속을 주장한 소위 공무합체 파들을 앉혔다.
1863년 음력 8월 18일(양력 9월 30일) 공무합체파 귀족들은 막부 측의 아이즈번, 그리고 죠슈 번의 라이벌 사쓰마번 등 6천의 병사에게 황궁 경호를 맡겼다. 공무합체파인 구니노미야 아사히코 친왕과 섭정 관백인 고노에 다다히로, 고노에 다다후사 부자들이 입궐해 산조 사네토미 등 존양파 귀족들과 조슈 번주 모리 다카치카, 모리 모토노리 부자를 탄핵하는 한편, 조슈 번사들을 황궁의 사카이마치 후문 경비에서 직위 해제시켜 교토에서 쫓아냈다. 산조 사네토미, 사와 노부요시 등 실각한 존양파 귀족 7 명이 이 때 죠슈 번으로 낙향해야 했다.

## 사건의 결과
교토 황실에서 존양파는 일소됐다. 고메이 천황은 공무합체파의 진언을 받아들여 여동생 가즈노미야 지카코 내친왕을 세이이대장군 도쿠가와 이에모치에게 시집보냈다. 그리고 이 정변으로 죠슈 번과 사쓰마번은 원수가 돼 후일 이케다야 사건이나 금문의 변이 일어나는 계기가 됐으며, 사건을 기획한 다케치 즈이잔은 도사 번주 야마우치 요도에게 체포돼 그의 부하들인 도사근왕당 동지들과 함께 형장의 이슬로 사라진다.

## 참고도서
- 이야기 일본사, 막부 세력의 쇠퇴 부분 -김희영 저, 청아출판사, 2006년 7월 25일 간행. ISBN 9788936803483